# 迪克·吉布斯
迪克·吉布斯（英語：Dick Gibbs，1948年12月20日—），美国NBA联盟前职业篮球运动员。他在1971年的NBA选秀中第3轮第49顺位被芝加哥公牛选中。